# Dnevnik ego ženy
Dnevnik ego ženy (Дневник его жены) è un film del 2000 diretto da Aleksej Efimovič Učitel'.

## Trama
Il film racconta la vita e l'amore del famoso scrittore russo Ivan Bunin.